# Streptopelia capicola
La tórtola de El Cabo o tórtola del Cabo (Streptopelia capicola) es una especie de ave columbiforme de la familia Columbidae propia de África. Es en su mayoría un ave sedentaria, encontrada en una variedad de hábitats abiertos. Dentro de área de distribución, su penetrante y rítmico canturreo trisílabo es un sonido familiar en cualquier época del año. Como todas las palomas, dependen las aguas superficiales, se congregan en grandes bandadas en regiones secas para beber y bañarse.

## Descripción

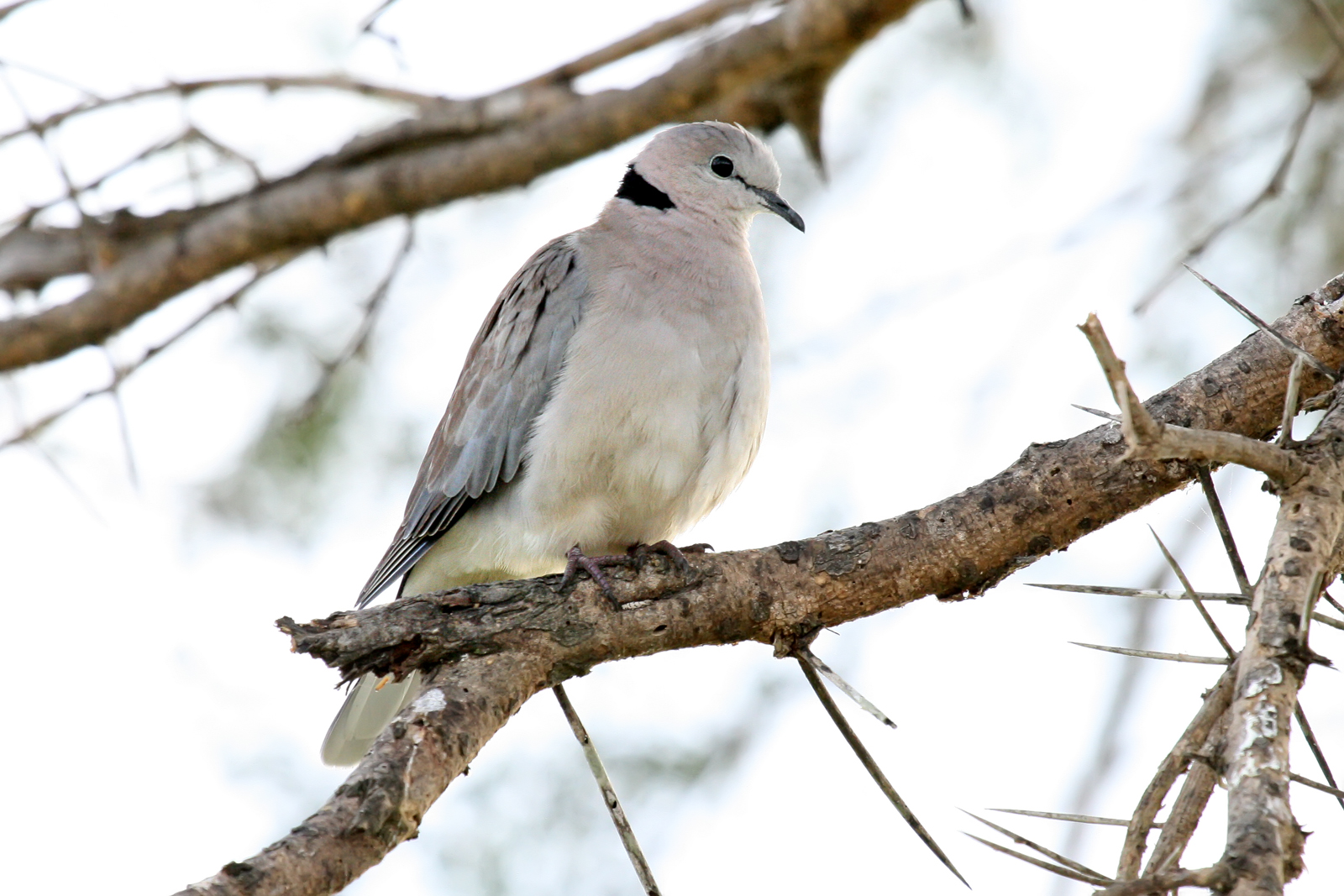
Las plumas son más oscuras en la parte superior, en la parte baja del abdomen y la cloaca son de color blanco

Machos y hembras son similares en apariencia, aunque los machos son ligeramente más grandes que las hembras. Miden entre 25 y 26,5 cm de longitud y pesan entre 92 y 188 gramos.
Tiene el plumaje coloreado con tonos apagados de gris y marrón en la parte superior, con tonos lavanda en la nuca. Tiene un semi-collar de plumas negras en la nuca, una característica compartida con varias especies del género Streptopelia. En la parte inferior presenta un tinte lavanda rosáceo. La parte baja del abdomen y la región infracaudal es de color blanco. Al igual que con otras especies relacionadas, tienen franjas y puntas blancas visibles en la cola. El patrón de la cola es especialmente notable durante el vuelo. Tiene los ojos y el pico negros y las patas de color púrpura oscuro. Los inmaduros son más apagados y carecen del semi-collar de los adultos.

## Distribución y Hábitat
Se la encuentra en la zona sur y este de África, en especial en Etiopía, Somalia, Kenia, Tanzania, Uganda, Congo, Mozambique y Sudáfrica.
Habita en una amplia variedad de hábitats, incluyendo matorrales semidesérticos, sabanas de Boscia y Acacia, una variedad de tipos de bosques, tierras de cultivo, plantaciones abiertas y matorrales de acacias exóticas. Solamente los bosques densos o plantaciones, o los extensos campos de dunas sin agua y llanuras de grava del Namib son inadecuados para sus necesidades. En el sur de África se observan con mayor frecuencia en las regiones de fynbos, miombos y bosques de mopane, además de cualquier tipo de pastizales húmedos de las regiones secas. Su presencia en las últimas áreas se ha visto facilitada por la plantación de árboles, por ejemplo alrededor de granjas agrícolas.
Son vulnerables o están expuestas en los abrevaderos y plantaciones donde son presa del halcón borní y del azor blanquinegro respectivamente. Además son presa de los reptiles, gatos salvajes, chacales, ginetas, garzas, cigüeñas, águilas y lechuzas. Los nidos son vulnerables a pájaros, serpientes y a la introducida ardilla gris oriental.

## Comportamiento
Estas palomas son vistas generalmente solas o en parejas, a pesar de que forman bandadas grandes alrededor refugios o fuentes de alimentos y agua, en ocasiones incluye cientos de aves. Son bastante ruidosas en estos grupos, no solo por las diversas llamadas que hacen durante todo el día, o con frecuencia en las noches, sino también debido al fuerte ruido de sus alas cuando toman el vuelo.
Su canto es un fuerte y duro “kuk-COORRRR-uk, ...” que pueden repetir de diez a cuarenta veces. En menor medida  repiten “wuh-ka-RROOO, ...”. Un áspero, gruñido “kooorr”, o “knarrrrrr”, realiza la llamada a menudo cuando se posa en una percha, llega a un compañero de incubación o persigue a otra paloma. Las horas pico de forrajeo son temprano por la mañana y por la tarde, y beben principalmente por la mañana. Cuando caminan por el suelo, balancea la cabeza de un lado a otro con cada pequeño paso.